# Papyrus (schrift)

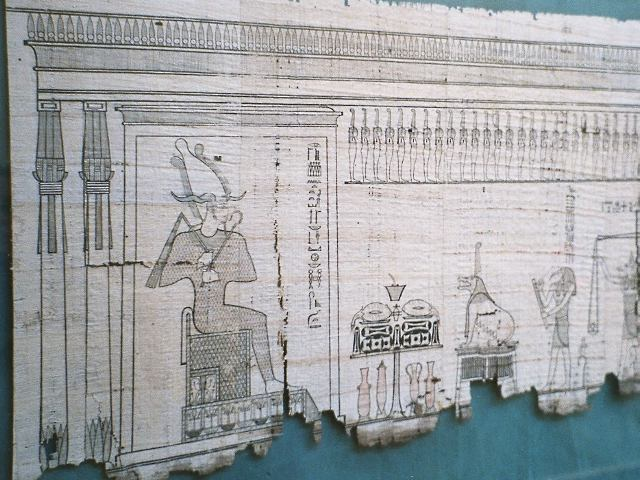
Fragment van het Egyptische Dodenboek, geschreven op papyrus

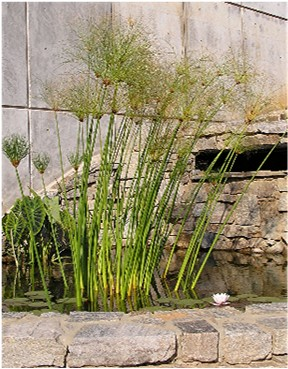
Cyperus papyrus als vijverplant

Papyrus is een vroeg soort schriftdrager, dat werd gebruikt in het oude Egypte en de klassieke wereld. Het gebruik van papyrus begon ongeveer vijfduizend jaar geleden in Egypte. Van oudsher wordt het materiaal gemaakt van de stengels van de papyrusplant (Cyperus papyrus), die over de lengte in repen werden gesneden. Papyrus wordt verkregen door een reeks repen verticaal neer te leggen en daar vervolgens een reeks repen horizontaal overheen te plakken en aan te drukken. Het kleverige plantensap fungeert daarbij als bindmiddel. Zodra het blad droog is, wordt het papyrusoppervlak behandeld met een soort lijm, waardoor de inkt niet gaat lopen/uitvloeien, en glad gepolijst.  
Voor het schrijfgemak werd de zijde van de horizontaal gesorteerde repen beschreven, omdat de bladnerven als schrijflijnen konden dienen. Het materiaal is betrekkelijk broos en werd opgerold voor transport of bewaring, zodat in principe enkel de binnenzijde beschreven werd. Een papyrusrol (boekrol) voor langere teksten verkreeg men door meerdere papyrusvellen met de lengtezijdes aan elkaar te plakken, zodat de lezer van tekstkolom naar tekstkolom kon rollen. In het Romeinse keizerrijk ontstond, onder invloed van de christenen, de zogeheten codex, die bestond uit losse vellen die werden gebundeld tot een boek. In de late oudheid vond gestaag de overgang plaats van papyrus naar perkament als schriftdrager. 
Daarnaast werd papyrus gebruikt voor het maken van boekbanden. Meerdere vellen op elkaar geplakte papyrus vormen de stevige basis van de band, dat daarna werd bekleed met leer. Een Europees voorbeeld is het 9e-eeuwse Faddan More Psalter uit Ierland. Het papyrus is door de intensieve handel al vroeg in Ierland terechtgekomen.  
Papyrus is een fragiel materiaal. Niet alleen brand en overstromingen konden het vernietigen, maar ook insectenvraat, luchtvochtigheid of veelvuldig gebruik; het breekt heel makkelijk. Plinius de Oudere schreef dat een papyrusrol zelfs in de beste omstandigheden slechts tweehonderd jaar mee kon. Dit feit op zich verklaart waarom de meeste literatuur uit de oudheid niet tot ons is gekomen. Het vergde geen bewuste vernietiging: alleen wat doorheen de generaties waardevol genoeg werd bevonden voor het tijdrovende kopieerwerk, kon overleven.
In een droog klimaat, zoals dat in delen van Egypte, is de luchtvochtigheid optimaal opdat het papyrus niet zou gaan schimmelen. Daarom zijn de meeste vondsten van papyrus in het woestijnklimaat van het Midden-Oosten gedaan. In het natte Europa is bijna alle papyrus uit vroeger tijden vergaan. 
Papyrusrollen zijn tijdens opgravingen onder andere gevonden in graftombes, huizen en afvalhopen uit de oudheid, en hebben al veel over de geschiedenis van het oude Egypte en omstreken verteld. Met name de vondsten in Oxyrhynchus vormen een bron van informatie over het dagelijks leven. 
Papyrus wordt nog steeds gemaakt en kan op veel plaatsen gekocht worden.

## Voetnoten
1. ↑  Irene Vallejo, Papyrus. Een geschiedenis van de wereld in boeken, 2021, p. 228
2. ↑  Naturalis historia, 13.26.83
3. ↑  Evenwel niet de Nijldelta waar Alexandrië ligt: zie Irene Vallejo, Papyrus. Een geschiedenis van de wereld in boeken, 2021, p. 239-240